# Jatimulya (Kasokandel)
Jatimulya is een bestuurslaag in het regentschap Majalengka van de provincie West-Java, Indonesië. Jatimulya telt 4653 inwoners (volkstelling 2010).